# Usine sidérurgique de Maluku

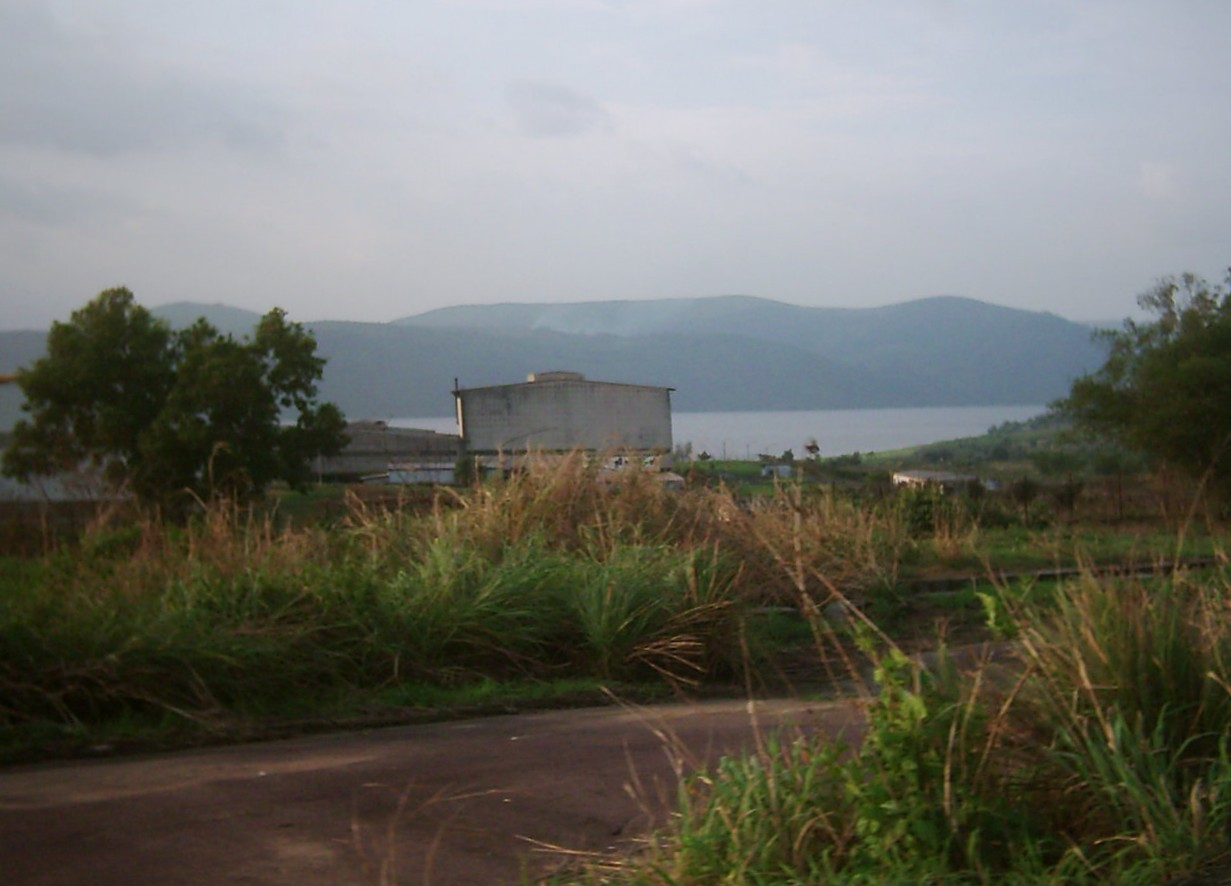
Ruines de l’usine sidérurgique de Maluku en 2003.
Le fleuve Congo en arrière-plan

L’usine sidérurgique de Maluku est l’unique usine sidérurgique de la République démocratique du Congo, en Afrique centrale.

## Création
Avec la planification du barrage d'Inga en 1963, des investisseurs italiens pensent pouvoir créer un pôle de développement industriel pour le marché intérieur congolais. 
L’État congolais, propriétaire, confie la propriété de l’équipement à l'entreprise publique Sidérurgie Nationale (SIDERNA). Le complexe industriel aurait coûté près de 1,5 milliard de FF entre 1965 et 1975. 

## Production
- Cet éléphant blanc[1] ne fonctionna que pendant 5 ans, et ce à 10 % de sa capacité.
- De 1974 à 1976, l’usine de traitement à froid avait une capacité de 150 000 tonnes par an pour la fabrication des tôles.
- En 1980 l’usine de traitement à chaud avait une capacité de 100 tonnes de production de fer à béton et de profilés par an.
 Cette dernière continua à fonctionner sans vraie production jusqu’en 1988.

- En 1985, différents fonds de conventions de développement essayeront de relancer l’usine, mais sans succès.